# Zuzana Kuršová
Zuzana Kuršová (Zlín, 2 april 2003) is een langebaanschaatser uit Tsjechië.
Op de Olympische Jeugdwinterspelen van St. Moritz in 2020 reed Kuršová op vier afstanden. Bij de massastart behaalde ze een zilveren medaille.
Op de Europese kampioenschappen schaatsen 2022 kwam Kuršová uit op de 3000 meter en de 1000 meter (in een persoonlijk record). Bij de derde wereldbekerwedstrijd voor junioren in Innsbruck won Kuršová de massastart, de 1500 meter en werd ze tweede op de 3000 meter.

## Persoonlijke records
| Afstand    | Tijd    | Datum            | Baan           |
| ---------- | ------- | ---------------- | -------------- |
| 500 meter  | 41,37   | 9 maart 2024     | Inzell         |
| 1000 meter | 1.20,46 | 9 januari 2022   | Heerenveen     |
| 1500 meter | 1.59,80 | 12 december 2021 | Calgary        |
| 3000 meter | 4.11,98 | 26 januari 2024  | Salt Lake City |
| 5000 meter | 7.10,08 | 24 januari 2025  | Calgary        |

 bron
(laatst bijgewerkt: 25 januari 2025)

## Resultaten
| Jaar | EK Allround             | WK Allround             | WK Afstanden      | WK Junioren                                        |
| ---- | ----------------------- | ----------------------- | ----------------- | -------------------------------------------------- |
| 2019 |                         |                         |                   | 37e 1500m 29e 3000m 22e massastart                 |
| 2020 |                         |                         |                   | 27e 1500m 26e 3000m 22e massastart                 |
|      |                         |                         |                   |                                                    |
| 2022 |                         | NC17 (18e, 18e, 17e, -) |                   | 33e 500m 25e 1000m 4e 1500m 6e 3000m 8e massastart |
| 2023 | NC13 (15e, 14e, 13e, -) |                         | HF 12e massastart |                                                    |
| 2024 |                         | NC23 (24e, 21e, 23e, -) | HF 11e massastart |                                                    |
| 2025 | NC16 (16e, 12e, 15e, -) |                         | 21e massastart    |                                                    |

(#, #, #, #) = afstandspositie op allroundtoernooi (500m, 3000m, 1500m, 5000m).
NC17 = niet gekwalificeerd voor de laatste afstand, maar wel als 17e geklasseerd in de eindrangschikking
HF 12e = 12e in halve finale en daardoor niet geplaatst voor de finale